# Sophie Smith
Sophie Smith (Brisbane, 26 febbraio 1986) è una pallanuotista australiana.

## Palmarès
- Giochi olimpici

Londra 2012: bronzo.
- World League

La Jolla 2010: argento.
- Mondiali - Juniores

Perth 2005: bronzo.